# Chronologie napoléonienne

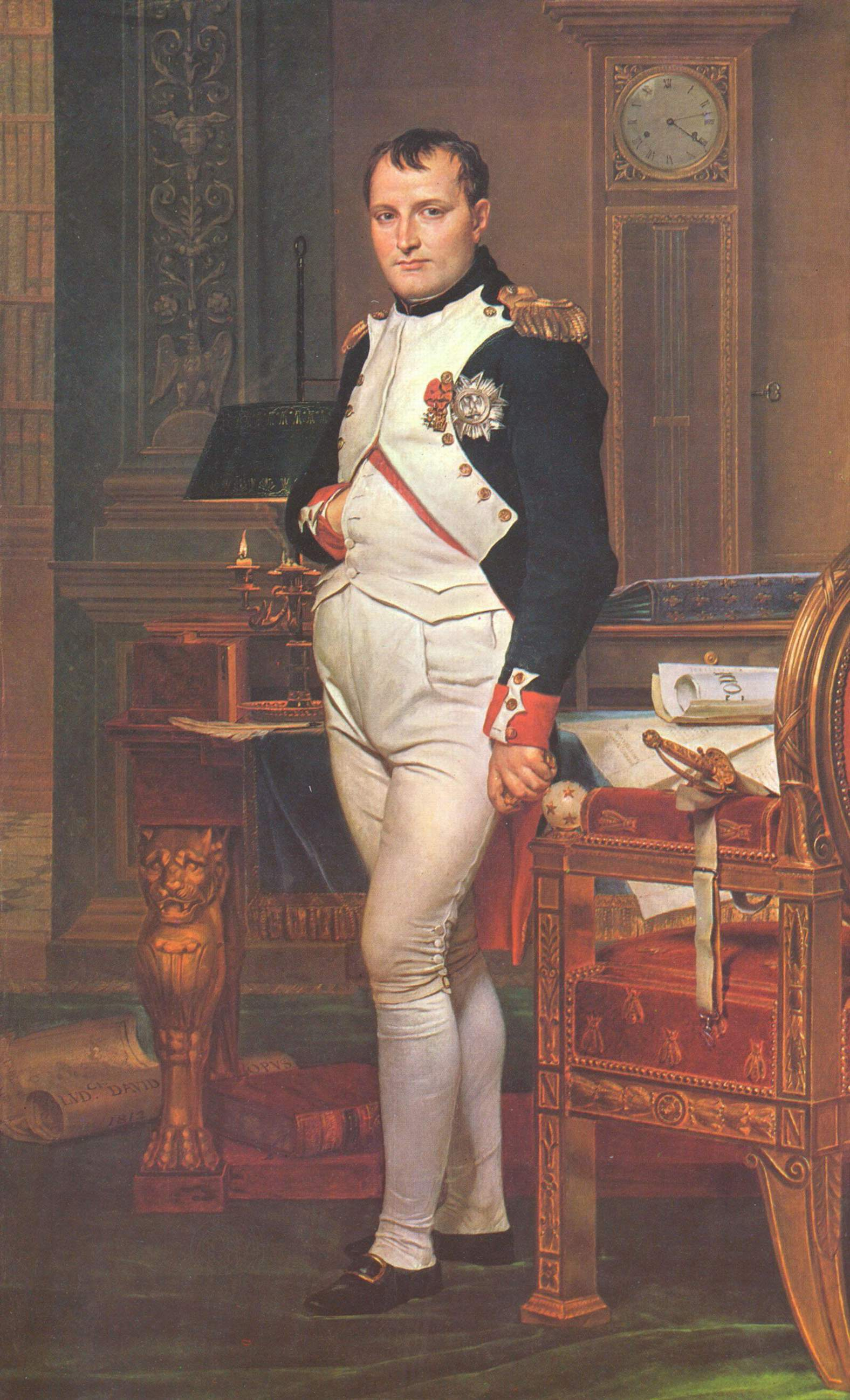
Napoléon dans son cabinet de travail aux Tuileries, Jacques-Louis David, 1812.

## 1769
- 15 août : Naissance de Napoléon Bonaparte à Ajaccio.

## 1793
- septembre-décembre : Participe activement au siège de Toulon et à la prise de la ville.
- 22 décembre : Bonaparte est nommé général de brigade.

## 1796
- 2 mars : Bonaparte est nommé général en chef de l'armée d'Italie.
- 9 mars : Mariage civil avec Joséphine de Beauharnais.
- 12 avril : Victoire de Bonaparte à Montenotte.
- 10 mai : Difficile victoire de Bonaparte à Lodi.
- 15 mai : Entrée triomphale à Milan.
- 17 novembre : Bataille d'Arcole.

## 1797
- 14 janvier : Bataille de Rivoli.
- 9 mars : marche sur Vienne, avec Joubert et Masséna.
- 17 octobre : Bonaparte signe de son propre chef la paix de Campo-Formio.
- 9 décembre : Bonaparte quitte le Congrès de Rastadt pour Paris.
- 10 décembre : Accueil triomphal de Bonaparte à Paris.

## 1798
- 19 mai : Bonaparte embarque pour l'Egypte.
- 1er juillet : Bonaparte entre à Alexandrie.
- 21 juillet : Bataille des Pyramides.
- 2 novembre : Bonaparte fonde l'Institut français du Caire.

## 1799
- 25 février : Bonaparte entre à Gaza.
- 7 juin : Prise de Jaffa.
- 14 juin : Bonaparte se replie sur le Caire.
- 23 août : Bonaparte quitte l'Egypte.
- 9 octobre : Bonaparte débarque à Fréjus.
- 16 octobre : Bonaparte est de retour à Paris.
- 9-10 novembre : Coup d'État du 18 Brumaire.
- 15 décembre : Proclamation de la Constitution de l'an VIII : début du Consulat.
- 25 décembre : Bonaparte offre la paix aux souverains d'Europe.

## 1800
- 7 janvier : La Constitution de l'an VIII est approuvée par plébiscite.
- 19 février : Bonaparte s'installe aux Tuileries.
- 14 juin : Bataille de Marengo
- 3 décembre : Bataille de Hohenlinden
- 25 décembre : Le soir de Noël 1800, une machine infernale explose à Paris. Le consul Bonaparte, qui est visé, sort sain et sauf de l'attentat.

## 1801
- 9 février : Paix de Lunéville entre la France et l'Autriche.

## 1802
- 25 Janvier – Bonaparte est élu Président de la République italienne, nouvelle appellation de la République Cisalpine à partir du 26 janvier. Francesco Melzi d’Eril en devient le vice-président.
- 6 Février – Le général Victoire-Emmanuel Leclerc (1772-1802) lance sa première attaque contre Toussaint-Louverture. Le général français avait quitté Brest le 14 décembre 1801, et accosté à Saint-Domingue le 29 janvier 1802.
- 25 mars : Paix d'Amiens entre la France et le Royaume-Uni. La paix est signée à Amiens par Joseph Bonaparte, pour la France, et Lord Cornwallis, pour l’Angleterre. L’Espagne et la République batave sont représentées respectivement par Azzara et Schimmelpenninck. En plus des dispositions prises lors des préliminaires de Londres, la République batave conserve le Cap de Bonne Espérance. L'Angleterre doit évacuer Porto Ferraio (Ile d'Elbe) et Malte (mais la planification pour l'indépendance de l'île est suspendue ; placée sous la tutelle du royaume de Naples, un allié des Anglais, Malte demeure sous influence anglaise). L’article 8 affirmant l’intégrité des « territoires, possessions et droits » de la Sublime Porte (la Turquie), les Britanniques doivent abandonner leurs prétentions en Égypte.  L’Espagne récupère Minorque mais pas Trinité qui demeure possession anglaise.  La France doit évacuer le royaume des Deux-Siciles, le Portugal, l’Égypte et les États pontificaux, mais aucune mention ne figure dans le traité sur la Belgique et la rive gauche du Rhin, occupés par les Française à la suite du traité de Lunéville.
- 19 mai : Vote de la loi instituant la Légion d'honneur.
- 5 août : Bonaparte consul à vie après un référendum.

## 1803
- 16 mai : Vente de la Louisiane aux États-Unis.
- 11 mai : le roi d'Angleterre, George III, rappelle Whitworth, son ambassadeur à Paris
- 16 mai : sans aucune déclaration de guerre, l'Angleterre rompt unilatéralement la paix d'Amiens en confisquant par surprise plus d'un millier de bateaux français et hollandais stationnés dans les ports britanniques.
- 19 mai : première saisie en mer d’un navire français par la marine anglaise.

## 1804
- 21 mars : Le duc d'Enghien est fusillé.
- 18 mai : Proclamation de Napoléon Bonaparte empereur des Français
- 2 décembre : Sacre de Napoléon en présence du pape Pie VII

## 1805
- 25 septembre : La Grande Armée franchit le Rhin.
- 20 octobre : Bataille d'Ulm.
- 2 décembre : Bataille d'Austerlitz
- 31 décembre : Dernier jour du calendrier républicain.

## 1806
- 1er janvier : Entrée en vigueur du Code civil en Italie.
- 14 octobre : Bataille d'Iéna et bataille d'Auerstaedt
- 21 novembre : Blocus continental pour mettre à genoux l'Angleterre

## 1807
- 8 février : Bataille d'Eylau.
- 14 juin : Bataille de Friedland.
- 7 juillet : Traité de Tilsit entre la France et la Russie
- 4 septembre : Les ports hollandais sont fermés au commerce britannique.
- 29 octobre : Traité de Fontainebleau entre la France et l'Espagne, pour envahir et se partager le Portugal.
- 11 septembre : Publication du code de commerce.
- 13 novembre : Entrée des troupes françaises en Espagne.
- 23 novembre : Entrée des troupes françaises au Portugal.
- 30 novembre : Les Français sont à Lisbonne.

## 1808
- 9 février : Entrée des troupes françaises en Catalogne.
- 23 mars : Entrée de Murat à Madrid.
- 2 mai : Soulèvement du Dos de Mayo. Madrid se révolte contre les Français.
- 3 mai : Murat écrase l'insurrection madrilène.
- 5 mai : Entrevue de Bayonne.
- 23 mai : Début de l'insurrection espagnole.
- 2 octobre : Entrevue entre Napoléon et le poète allemand Goethe.
- 2 décembre : Napoléon devant Madrid.
- 4 décembre : Capitulation de Madrid.

## 1809
- 28 janvier : Entretien houleux entre Napoléon et Talleyrand.
- 13 mai : Vienne capitule.
- 15 mai : Napoléon offre l'indépendance aux Hongrois.
- 14 octobre : Traité de paix entre la France et l'Autriche.
- 14 décembre : Divorce entre Napoléon et Joséphine de Beauharnais.

## 1810
- 11 mars : Mariage civil et par procuration de Napoléon et de Marie-Louise d'Autriche.
- 2 avril : Mariage religieux de Napoléon avec Marie-Louise d'Autriche
- 9 juillet : Annexion de la Hollande à l'Empire français.

## 1811
- 1er janvier : Entrée en vigueur du Code Pénal en Hollande.
- 20 mars : Naissance du roi de Rome, héritier du trône

## 1812
- 26 janvier : Annexion de la Catalogne, divisée en 4 départements.
- 2 mars : Entrée de l'armée française en Prusse.
- juin à décembre : Campagne de Russie
- 7 septembre : Bataille de la Moskova.
- 14 septembre : Entrée de Napoléon à Moscou.
- 15-19 septembre : Incendie de Moscou.
- 19 octobre : Départ de Napoléon de Moscou.
- 27-29 novembre : Bataille de la Bérézina.
- décembre : Retraite de Russie
- 18 décembre : Napoléon de retour à Paris.

## 1813
- 18 octobre 1813 : Défaite lors de la bataille de Leipzig

## 1814
- janvier à mars : Campagne de France ; Autrichiens, Prussiens et Russes occupent le pays.
- 6 avril : Abdication sans condition de Napoléon.
- 20 avril : « Adieux de Fontainebleau »
- 4 mai : Napoléon débarque sur l'île d'Elbe.

## 1815
- 26 février : Napoléon quitte l'île d'Elbe en soirée. Traversée sans histoire.
- 1er mars : Retour de l'île d'Elbe. Napoléon débarque à Golfe-Juan. Début des « Cent-Jours ».
- 20 mars : Accueil triomphal pour Napoléon à Paris.
- 16 juin : Batailles de Quatre-Bras et Ligny.
- 18 juin : Bataille de Waterloo
- 22 juin : Abdication de Napoléon
- 29 juin : Napoléon quitte la Malmaison en direction de Rochefort.
- 9 juillet : Napoléon se réfugie à l'île d'Aix.
- 15 juillet : Napoléon se rend aux Anglais en gagnant le Bellerophon devant l'île d'Aix.
- 16 octobre :  Napoléon débarque à Sainte-Hélène.

## 1821
- 5 mai : Mort de Napoléon Bonaparte

## 1840
- 15 décembre : retour des cendres de Napoléon en France